# Бєлиницький район
Бєлиницький район — адміністративна одиниця Білорусі, Могильовська область. Адміністративний центр — місто Бялиничі. Площа 1,4 тис. км². Населення — 21 839 осіб (2009). Густота населення 15,38 осіб/км². 193 сільських населених пунктів. 7 сільських рад.

## Відомі особи
Козирєв Микола Кузьмич— український правозахисник, філософ, громадсько-політичний діяч, народний депутат ВР СРСР, делегат I З’їзду народних депутатів СРСР (1989-1991).